# Monarca de collar
El monarca de collar (Symposiachrus vidua) és un ocell de la família dels monàrquids (Monarchidae).

## Hàbitat i distribució
Habita els boscos de l'illa de Makira, a les Salomó meridionals